# José Rodrigues Maio
José Rodrigues Maio, mais conhecido como Cego do Maio ou Ti' Maio CvTE (Póvoa de Varzim, 8 de Outubro de 1817 – Póvoa de Varzim, 13 de Novembro de 1884) foi herói, salva-vidas e pescador poveiro do século XIX.
É a figura mais representativa da cidade e visto como o herói local, tinha como marca familiar o meio-sarilho. Era pescador sardinheiro. Nasceu na Rua dos Ferreiros e morreu na sua casa na Rua de Poça da Barca (expansão da Rua da Areia), hoje denominada Rua 31 de Janeiro. Aquando da sua morte, as câmaras da Póvoa de Varzim e Esposende lançaram votos de pesar.
Galardoado com a mais alta condecoração do Estado, o Colar de Cavaleiro da Ordem Militar da Torre e Espada, do Valor, Lealdade e Mérito e a medalha de ouro da Real Sociedade Humanitária do Porto, colocadas pessoalmente pelo Rei D. Luís I pelas vidas que salvou no mar da Póvoa de Varzim. Contam as gentes da Póvoa que quando o rei o condecorou, o Cego do Maio retribuiu o seu presente com um punhado de conchinhas, dizendo: "Tome lá ó Ti' Rei, uns beijinhos para as suas criancinhas brincarem!''.